# Sérgio Moreno
Sérgio Moreno (30 de Abril de 1983) é um ator e vocalista português. Tornou-se especialmente conhecido ao protagonizar o musical "Jasmim ou o Sonho do Cinema", série de Filipe La Féria para a SIC.
Formou-se na Royal Academy of Dramatic Art em Londres. Tornou-se conhecido com o principal papel do musical "Jasmim ou o Sonho do Cinema", série de Filipe La Féria para a SIC.
Após terminar as gravações de "Jasmim", integrou a boy band "Bits & Bytes", na qual gravou um disco e andou em digressão.
Participou, entre outros trabalhos em televisão: 40 Anos RTP, 45 Anos RTP ,Todos Ao Palco, A Minha Família é uma Animação - SIC, novela Lenda da Garça - RTP, Onde Está o Pai Natal - SIC, Camaleão Virtual Rock - RTP. 
Em teatro participou nos musicais "Amália", "Godspell", "A  Menina do Mar", "A Canção de Lisboa", "Alice no País das Maravilhas" e "Principezinho" (onde foi director de cena) tudo obras com encenação de Filipe La Féria. Em outubro de 2006, integrou o musical "Musica no Coração", do mesmo encenador, sendo descrito como um "grande talento da arte da representação.
No Teatro da Malaposta interpretou "Os Maias" e "Felizmente Há Luar!". No cinema, participou na curta-metragem de 1998 "No caminho para a Escola", de Marco Martins.
Em 2008, trabalhava como cantor no Teatro Politeama, tendo aulas de canto com Rui de Luna.